# Tour Boémia
O Tour Bohemia é uma carreira ciclista profissional de um dia checa que se disputa entre Karlovy Vary e Praga, no mês de setembro.
Criou-se em 2012 fazendo parte do UCI Europe Tour, dentro da categoria 1.2 (última categoria do profissionalismo). Conquanto é predecessora de outra carreira chamada Praga-Karlovy Vary-Praga, de facto apanhou as suas mesmas datas e segundo os organizadores dessa apropriou-se do seu nome tendo que mudar finalmente pelo de Tour Bohemia.
O percurso da primeira edição teve 154 km.
Está organizada pela Federação da República Checa de Ciclismo.

## Palmarés
| Ano  | Ganhador          | Segundo              | Terceiro        |
| ---- | ----------------- | -------------------- | --------------- |
| 2012 | Maroš Kováč       | Roman Kreuziger      | Tomáš Bucháček  |
| 2013 | Josef Benetseder  | Deixam Bajt          | Jiří Polnický   |
| 2014 | Lukas Postlberger | Bakhtiyar Kozhatayev | Kamil Zieliński |

## Palmarés por países
| País       | Vitórias |
| ---------- | -------- |
| Áustria    | 2        |
| Eslováquia | 1        |